# Шведи в Фінляндії

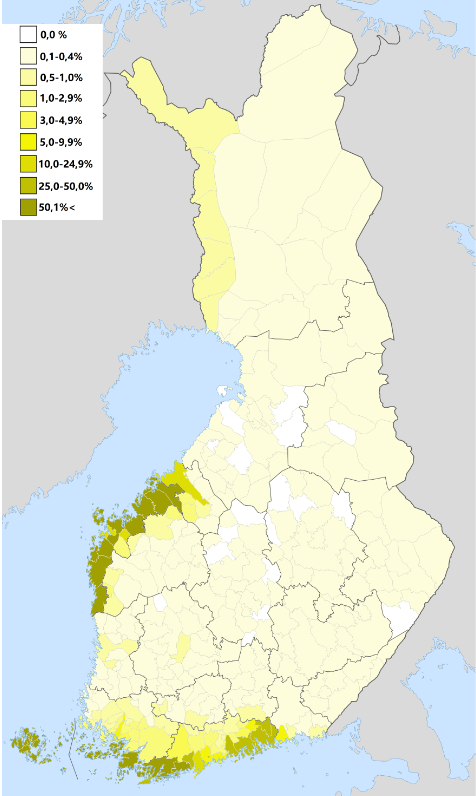
Частка шведськомовних у муніципалітетах Фінляндії станом на 2020 рік

Шведи в Фінляндії (швед. finlandssvenskar, фін. suomenruotsalaiset) — шведська національна меншина, що проживає на території Фінляндії, одна з субетнічних груп Скандинавії. Проживають в основному в прибережних регіонах країни, на узбережжі Ботнічної та Фінської заток.
Шведи — найбільша мовна меншість країни, права якої офіційно закріплені у Конституції Фінляндії. Шведська мова є рідною для 290 тис. фінських громадян (5,36 % населення країни у 2012 році), у тому числі абсолютно переважає на автономних Аландських островах. Шведська мова є однією з національних мов Фінляндії; держава фінансує освіту шведською, хоча і не повсюдно, а лише у певних регіонах країни. При цьому спостерігається довготривала та стійка тенденція до скорочення числа шведськомовних у Фінляндії, а також до занепаду шведської мови у цій країні. Виняток становлять лише автономні та мономовні Аландські острови, хоча там мешкає лише 10 % шведськомовного населення країни. 6 листопада у Фінляндії відзначають День шведської спадщини. У цей день святкується двомовність Фінляндії.